# اتاق بازتابی

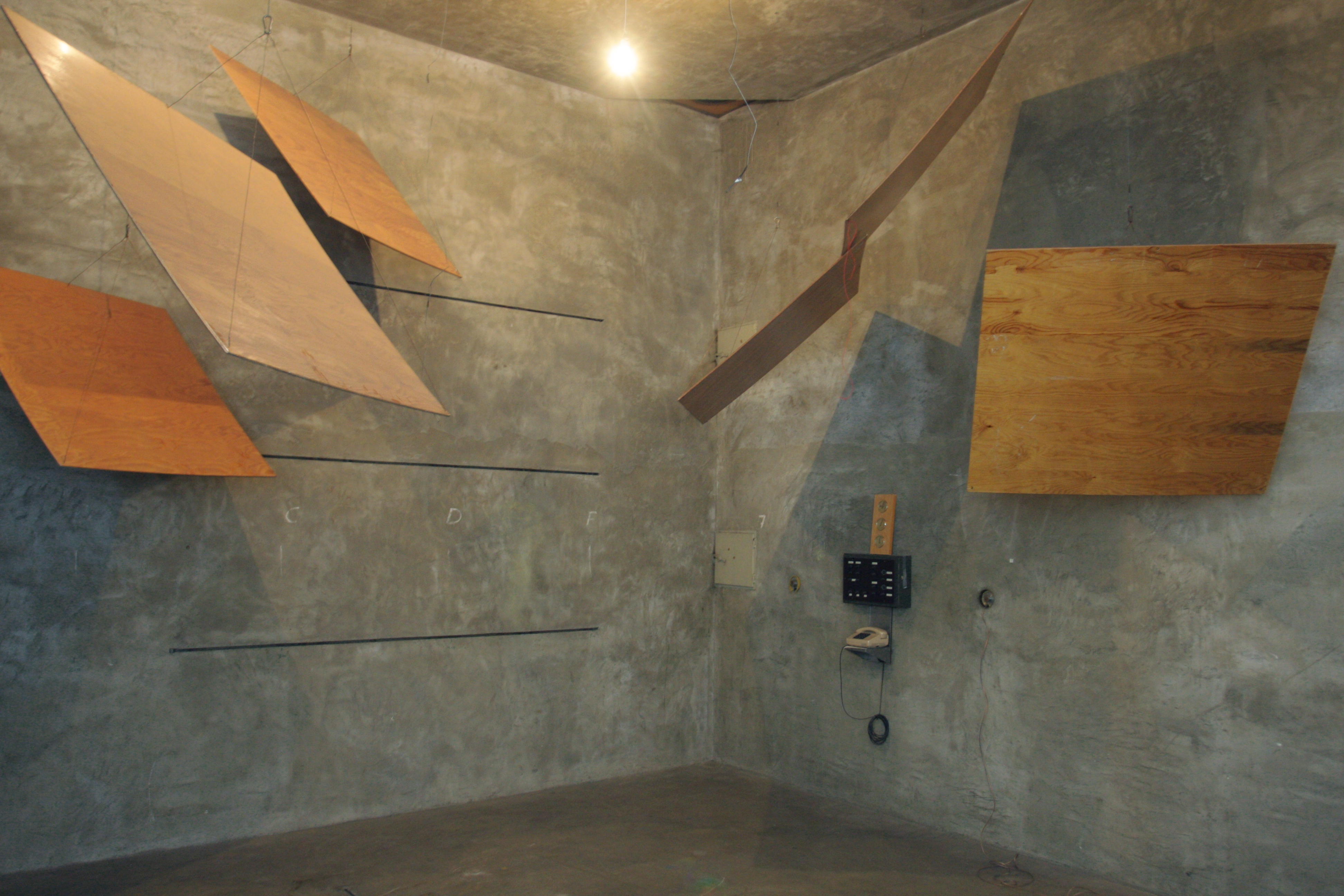
یک اتاق بازتابی آکوستیک

اتاق بازتابی (به انگلیسی: Reverberation chamber) اتاقی است که در آزمایش‌های آکوستیک و الکترومغناطیس استفاده می‌شود. طراحی این اتاق به صورتی است که با انعکاس کامل موج صوتی یا الکترومغناطیسی از دیواره‌ها، باعث ایجاد توزیعی تصادفی شدت میدان در اتاق می‌شود. همچنین معمولاً با اضافه کردن بازتاب‌دهندهای اضافی در اتاق، از ایجاد موج ایستا جلوگیری می‌شود. اتاق بازتابی در الکترومغناطیس برای مثال در اندازه‌گیری توان تششعی و بازده آنتن‌ها یا شبیه‌سازی انتشار چندمسیره امواج استفاده می‌شود. در آکوستیک نیز برای مثال برای اندازه‌گیری توان منبع صوت یا میزان تلفات توان در مواد مختلف از این اتاق استفاده می‌شود. 